# Anne de Rohan-Chabot
Anne-Julie de Rohan-Chabot (1648. – Párizs, 1709. február 4., ), más néven Madame de Frontenay, házassága révén Soubise hercegnéje, XIV. Lajos francia király egyik ágyasa.

## Élete

### Származása
Anne-Julie volt Henri de Chabot (Sainte-Aulaye ura) és Marguerite de Rohan (Rohan hercegnője) hat gyermeke közül a harmadik. A szülők 1645. június 6-án kötöttek házasságot.
Marguerite, mivel egyetlen gyermek volt, apja halálával, papíron megörökölte Rohan hercegségét, de a hercegi címet onnantól kezdve valójában az asszony férje, Henri viselte amolyan társuralkodóként. Frigyük akkoriban nagy megrökönyödést keltett, mivel sokak szerint az asszony rangon aluli házasságot kötött, hiszen ő maga a saját jogán volt hercegnő, míg férje nem rendelkezett ilyen fajta címmel. XIV. Lajos francia király áldását adta a frigyre, s garantálta Marguerite-nak, hogy megtarthatja hercegi rangját az esküvő után is.
Anne apai nagyszülei: Charles Chabot és Henriette de Lur-Saluces. Anyai nagyszülei: Henri de Rohan (Rohan hercege) és Marguerite de Béthune (Sully hercegének leánya).
Testvérei:
- egy ismeretlen nemű, halva született csecsemő
- Marguerite Gabrielle Charlotte (1720. június 17-én halt meg), ő Malo de Coëtquen márki felesége lett, s gyermekeik születtek
- Gilone, meghalt csecsemőkorában
- Louis (1652. november 3. – 1727. augusztus 17.), ő lett apja halála után, 1655. február 27-től Rohan következő hercege, s 1678. július 18-án nőül vette Marie Élisabeth du Bec-Crespin de Grimaldi-t, Vardes márkinőjét, Jacqueline de Bueil (IV. Henrik egyik ágyasa) unokáját, akitől 11 gyermeke (Louis Bretagne Alain, Marie Marguerite Françoise, Anne Henriette Charlotte, Guy Auguste, Sarolta, Françoise Gabrielle, Charles Annibal, Julie Victoire, Constance Eléonore, Marie Armande és Marie Louise) született házasságuk 49 éve során
- Jeanne Pelagie (1698. augusztus 18-án hunyt el), aki Alexandre Guillaume de Melun-hoz, d’Epinoy hercegéhez ment feleségül, akitől gyermekei is születtek

### Házassága
1663. április 17-én a körülbelül 15 esztendős Anne nőül ment az akkor 33 éves, özvegy és gyermektelen François de Rohan-hoz, Soubise hercegéhez, akinek 11 gyermeket szült házasságuk 45 éve alatt. (François féltestvére az a Marie de Rohan-Montbazon chevreuse-i hercegné volt, aki a lotaringiai háború, azaz a francia polgárháború egyik kulcsfigurájaként és Ausztriai Anna francia királyné bizalmas barátnőjeként a háttérből mozgatta a szálakat politikai befolyása révén, 1648 és 1653 között. A spanyol–francia háború valójában már 1635-ben elkezdődött és ténylegesen csak 1659-ben ért véget.

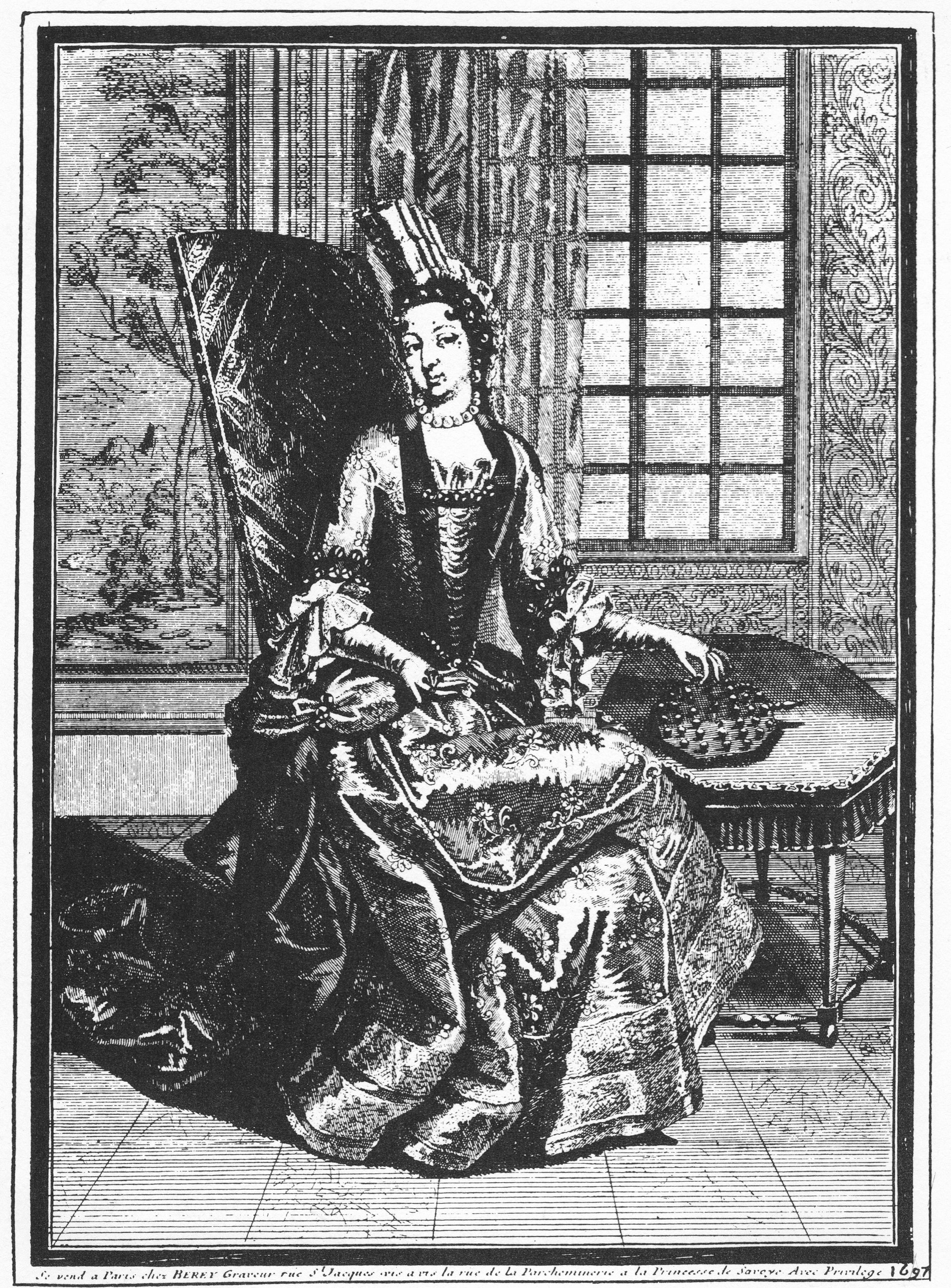
A hercegnő peg pasziánszozás közben

Anne-t 1665-ben mutatták be a francia királyi udvarnál. Az uralkodó akkoriban a 26 esztendős XIV. Lajos volt, más néven a Napkirály, már 1643. május 14. óta. Lajos 1660. június 9-én feleségül vette a vele egyidős Mária Terézia spanyol infánsnőt, IV. Fülöp király első házasságából született, legifjabb leányát, aki házasságuk 23 éve során 6 gyermeket (Lajos, Anna Erzsébet, Mária Anna, Mária Terézia, Fülöp Károly és Louis François) szült a királynak, de közülük, csak az első, Lajos, a trónörökös (le Grand Dauphin) érte meg a felnőttkort.
Anne saját jogán Soubise és Frontenay úrnője lett, a kor szokásai szerint azonban ezt a címet már a férje viselte esküvőjük után. Soubise tartomány hercegséggé nyilvánítása révén (1667 márciusa után) a házaspár már úgy szerepelt a nyilvánosság előtt mint Soubise hercege és hercegnője. A korszak többi arisztokrata hölgyéhez képest Anna igen művelt volt, ráadásul éles eszén kívül természetes szépségével is felhívta magára környezete figyelmét. Gyönyörű vörös haja, fehér arcbőre és mandulaszeme volt, e tulajdonságaival kiérdemelte a „la Belle Florice” (Szép Florisz) becenevet.
A hercegnő mindig nagy figyelmet fordított szépségének megőrzésére, például szigorú diétára fogta magát. Csirkehúson, salátán, gyümölcsökön és tejtermékeken kívül nem fogyasztott semmit, s csak vizet vagy bort szokott inni. Anna 1669-ben lett a Napkirály ágyasa, akkor, amikor az asszonnyal egyetemben az uralkodó is épp a chambord-i kastélyban tartózkodott. A király abban az időszakban pont két szeretője (Louise de La Vallière és Madame de Montespan) között őrlődött, de végül mégis csak a vonzó Anne hercegasszony mellett döntött. Nem bizonyított, de valószínű, hogy XIV. Lajos azért juttatott rengeteg pénzt Anne férjének, hogy François szemet hunyjon felesége és a király intim viszonya fölött.
Anne és az uralkodó szerelmi viszonya hat esztendeig tartott, 1675-ben ért véget. Ekkortájt a király Madame de Montespan-nal (Françoise Athénaïs de Rochechouart de Mortemart) is szakított, ugyanis XIV. Lajos egyszerre folytatott mindkét nővel intim kapcsolatot.
1674 januárjában Anne lett Mária Terézia királyné egyik udvarhölgye. Még ugyanazon év nyarán megszületett Anne hetedik gyermeke, ötödik fia, Armand. (A korabeli portrékon szembetűnő a Napkirály és Armand külső hasonlósága, tehát nem kizárt, hogy a gyermek az uralkodó fia volt. Ez megmagyarázná, hogy ezek után Anne férje miért tett szert még nagyobb gazdagságra.)

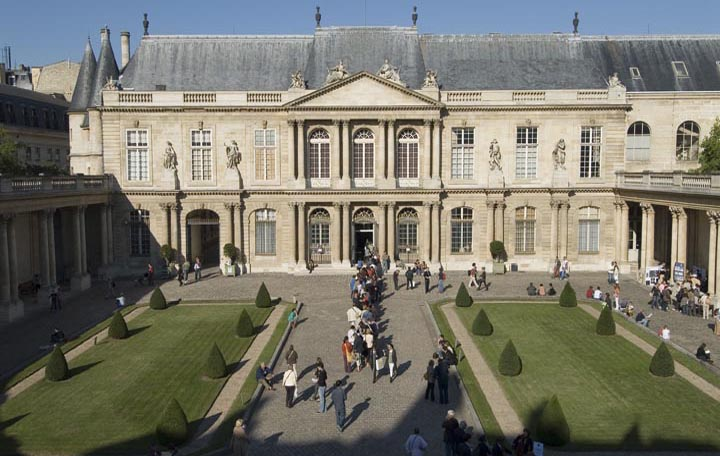
Az Hôtel de Soubise (volt Hôtel de Guise)

Anne rávette férjét, hogy a néhai Lotaringiai Mária, Guise hercegnő (Marie de Guise, 1615–1688) vagyonkezelőjétől megvegye a párizsi Hôtel de Guise-t. (Guise hercegnő már 12 évvel korábban, 1688. március 3-án elhunyt.) A hivatalos adásvételre 1700. március 27-én került sor, ezután pedig Anne át is nevezte az igen impozáns épületet Hôtel de Soubise-ra. (A palota Párizs 3. kerületében, a Marais negyedben, a Rue des Archives és Rue des Francs-Bourgeois utcák keresztezésénél áll, jelenleg a francia Állami Levéltár (Archives nationales) használja).
Anna a párizsi Hôtel de Soubise-ban hunyt el, megfázás következtében, körülbelül 61 éves korában, 1709. február 4-én.

### Anne gyermekei
- Anna Margit (1664. augusztus 5. – 1721. június 26.), Jouarre későbbi rendfőnökasszonya
- Lajos (1666. március 11. – 1689. november 5.), Rohan későbbi hercege, nem nősült meg, utódai sem születtek.
- Konstancia Emília (1667 – ?), ő Joseph Rodriguez Tellez da Camara felesége lett, akinek gyermekeket szült.
- Herkules (1669. május 8. – 1749. január 26.), bátyja halála után lett Rohan következő hercege, majd pedig 1694. február 15-én először nőül vett egy gyermektelen özvegyet, az akkor 21 esztendős Anne Geneviève de Lévis-t, akitől öt gyermeke (Lujza Franciska, Sarolta Armanda, Gyula Ferenc Lajos, Mária Izabella Gabriella Angelika és Louise Gabrielle Julie) született. Anne Geneviève 1727. március 20-án elhunyt, Herkules pedig ismét megházasodott, ezúttal a 19 éves Marie Sophie de Courcillon-t vezette oltár elé, 1732. szeptember 2-án, tőle azonban sajnos nem született gyermeke.
- Sándor (1670. július 19. – 1687. március 9.), nem nősült meg, nem születtek utódai.
- Henrik (1672. január 4. – 1693. július 30.), ő sem házasodott meg soha, nem lettek gyermekei.
- Armand Gászton Miksa (1674. június 26. – 1749. július 19.), ő valószínűleg XIV. Lajos francia király törvénytelen fia volt, ám Anna férje a saját fiaként ismerte el a gyermeket. Armand később Soubise bíborosa lett. Nem házasodott meg, nem lettek gyermekei sem.
- Sophronie-Pélagie (1678. július 2. – ?), ő hozzáment Don Alphonso Francisco de Vasconcellos-hoz, akitől gyermekei születtek.
- Eleonóra Mária (1679. augusztus 25. – 1753. november 2.), később Origny rendfőnöknője, nem ment férjhez, nem lettek gyermekei.
- Miksa Gászton (1680. – 1706. május 23.), ő is nőtlen és gyermektelen maradt. Elesett a ramillies-i ütközetben.
- Frigyes Pál (1682-ben született)